# Rodolfo Herrero
El General José Rodolfo Gil Agustín Herrero Hernández (Zacatlán, Puebla, México. 29 de agosto de 1880 - Monterrey, Nuevo León, México. 27 de enero de 1964) fue un militar mexicano que participó en la Revolución mexicana. Fue el asesino del presidente Venustiano Carranza.
Hijo de Aurelio Herrero y de Petra Hernández, fue miembro del Ejército Federal, pero al triunfo del constitucionalismo su brigada fue licenciada y él fue incorporado a la Brigada del general Cerecedo Estrada, sin embargo, el Jefe del Estado Mayor de éste, Miguel A. Peralta, lo degradó y encarceló. Al salir libre se dirigió a Progreso de Zaragoza, dedicándose a la vida privada el resto de 1914 y todo el año 1915, esperando la oportunidad de regresar.
En 1916 se levantó en armas, y al poco tiempo ya contaba con un gran número de hombres, formando parte del Ejército de Manuel Peláez o pelaecista, el cual dominaba la región de la Huasteca (Hoy parte de los Estados de Veracruz, Tamaulipas, Hidalgo y San Luis Potosí); en 1917 llegó a contar con algunos cientos de hombres y a controlar absolutamente su región, pero para 1919 su fuerza y poder habían decaído notablemente. Sus compañeros lo consideraban un militar no confiable. A principios de 1920, pactó su rendición con el general carrancista Francisco de P. Mariel, demostrando ser carrancista por más de dos meses. 

## El asesinato del presidente Carranza
En la madrugada del 21 de mayo de 1920, cuando Venustiano Carranza huía por su región, rumbo al puerto de Veracruz, fue atacado por soldados que se creía estaban bajo el mando de los hermanos Herrero. Se le dio muerte en Tlaxcalantongo, un pueblo ubicado en la Sierra de Puebla. Por la manera en que fue realizada esta acción (Carranza se refugiaba en una choza durante un aguacero, que fue ametrallada), indigna de los procedimientos militares. Rodolfo Herrero fue enviado a la Ciudad de México, en donde se le siguió proceso en la Secretaría de Guerra. El General Obregón lo denunció por asesinato y traición. En la Capital, Herrero fue interrogado detenidamente pero no retenido. Solo paso una semana en la prisión militar de Santiago Tlaltelolco. Fue dado de baja, siendo readmitido como general durante la presidencia de Álvaro Obregón. Pero en 1922 fue comisionado para combatir al general Lindoro Hernández y posteriormente, a la Rebelión delahuertista y a la escobarista. Cuando llegó el general Lázaro Cárdenas del Río a la presidencia, el general Herrero cayó en desgracia y vinieron malos tiempos, siendo despojado de su rango militar, ya que fue expulsado definitivamente del Ejército Mexicano. Rodolfo Herrero vivió en el ostracismo y finalmente falleció el 27 de enero de 1964 en Monterrey, Nuevo León.